# Funzione a supporto compatto
In matematica, una funzione a valori reali o complessi definita su un dominio di {\displaystyle \mathbb {R} ^{n}} (o, più in generale, in uno spazio topologico) si dice funzione a supporto compatto se ha per supporto un sottoinsieme compatto dell'insieme di definizione (il supporto è definito come la chiusura dell'insieme dei punti del dominio in cui la funzione non si annulla). 
Rivestono particolare importanza le funzioni a supporto compatto che sono anche continue o infinitamente differenziabili: in tal caso si restringe il campo ad una classe molto ristretta di funzioni, dette funzioni di test, che vengono usate principalmente nella teoria delle distribuzioni.
Dal teorema di Heine-Borel e dalla definizione di supporto di una funzione segue che una funzione con dominio in {\displaystyle \mathbb {R} ^{n}} (o {\displaystyle \mathbb {C} ^{n}}) è a supporto compatto se e solo se è diversa da 0 in un insieme limitato di punti, in quanto la chiusura di un insieme limitato è a sua volta limitata ed è chiusa per definizione.

## Definizione
Una funzione definita su uno spazio topologico {\displaystyle X} si dice essere a supporto compatto se il suo supporto:
{\displaystyle \mathrm {supp} \,f:={\overline {\{\mathbf {x} \in X:f(\mathbf {x} )\neq \mathbf {0} \}}}}
è un sottoinsieme compatto di {\displaystyle X}, ovvero per ogni famiglia {\displaystyle \{U_{i}\}_{i\in I}} di sottoinsiemi aperti di {\displaystyle \mathrm {supp} \,f} tale che:
{\displaystyle \bigcup _{i\in I}U_{i}\supseteq \mathrm {supp} \,f}
esiste un sottoinsieme finito {\displaystyle J} di {\displaystyle I} tale che:
{\displaystyle \bigcup _{i\in J}U_{i}\supseteq \mathrm {supp} \,f}
Un'importante classe di funzioni a supporto compatto è quella delle funzioni test. Lo spazio delle funzioni test sul dominio {\displaystyle O} di {\displaystyle \mathbb {R} ^{n}} è chiamato {\displaystyle D(O)}, mentre lo spazio delle funzioni test su {\displaystyle \mathbb {R} ^{n}} è denotato con {\displaystyle D}, ove non sia necessario specificare il numero di variabili.
È da notare che una funzione a supporto compatto in un dato dominio di {\displaystyle \mathbb {R} ^{n}} può essere prolungata in modo naturale ad una funzione a supporto compatto su tutto {\displaystyle \mathbb {R} ^{n}} semplicemente assegnando il valore 0 a tutti i punti al di fuori del dominio originario. In questo modo è possibile pensare ad una funzione in {\displaystyle D(O)} come avente dominio in {\displaystyle \mathbb {R} ^{n}}, e quindi se {\displaystyle O\subset O'\subset \mathbb {R} ^{n}} si ha anche {\displaystyle D(O)\subset D(O')\subset D}.

## Le funzioni continue a supporto compatto
Una classe particolarmente importante di funzioni a supporto compatto è quella delle funzioni che sono anche continue. Si dimostra che lo spazio {\displaystyle C_{c}(X)} delle funzioni continue a supporto compatto su uno spazio di Hausdorff localmente compatto {\displaystyle X} e a valori complessi è denso in uno spazio Lp definito su uno spazio di misura, a patto che {\displaystyle 1\leq p<\infty }. Tale classe di funzioni gode inoltre della proprietà che due funzioni in {\displaystyle C_{c}(\mathbb {R} ^{k})} differiscono soltanto per insiemi di misura di Lebesgue non nulla, e pertanto se sono uguali quasi ovunque allora sono uguali. Inoltre, facendo coincidere {\displaystyle X} con lo spazio {\displaystyle \mathbb {R} ^{k}}, poiché {\displaystyle L^{p}(\mathbb {R} ^{k})} è completo, esso è il completamento dello spazio ottenuto dotando {\displaystyle C_{c}(\mathbb {R} ^{k})} della {\displaystyle L^{p}}-metrica. Nel caso in cui {\displaystyle p=\infty }, il completamento di {\displaystyle C_{c}(\mathbb {R} ^{k})} tramite la {\displaystyle L^{\infty }}-metrica è lo spazio {\displaystyle C_{0}(\mathbb {R} ^{k})} delle funzioni continue che si annullano all'infinito.

## Proprietà
Le funzioni a supporto compatto godono inoltre delle seguenti proprietà.
- Data una funzione {\displaystyle f} localmente integrabile in {\displaystyle \mathbb {R} ^{n}} e una {\displaystyle \phi } in {\displaystyle D}, allora l'integrale di Lebesgue:

{\displaystyle \int f(x)\phi (x)d^{n}x}
ha sempre valore finito.
- Se {\displaystyle g} è una funzione assolutamente continua su {\displaystyle \mathbb {R} } con derivata di Radon-Nikodym {\displaystyle g'}, allora vale:

{\displaystyle \int g'(x)\phi (x)dx=-\int g(x)\phi '(x)dx}
In altre parole, nell'eseguire l'integrazione per parti con una funzione test, i termini di bordo si annullano.
- La somma o il prodotto di due funzioni a supporto compatto è ancora a supporto compatto.

## Convergenza
Lo spazio {\displaystyle D(O)} può essere munito di una struttura di spazio topologico definendo un criterio di convergenza per le successioni. Una successione di funzioni {\displaystyle \{\phi _{k}\}} di {\displaystyle D(O)} converge a una funzione {\displaystyle \phi \in D(O)} se il supporto di {\displaystyle \phi _{k}} è contenuto nel supporto di {\displaystyle \phi }, e se le derivate di ogni ordine di {\displaystyle \phi _{k}} convergono uniformemente alle corrispondenti derivate di {\displaystyle \phi }.
Si tratta di una condizione molto forte di convergenza. Infatti, una successione convergente in {\displaystyle D(O)} è anche puntualmente convergente, uniformemente convergente e convergente nello spazio delle funzioni p-sommabili per ogni {\displaystyle p}.

## Esempi
- Un esempio di funzione a supporto compatto è la funzione a campana:

{\displaystyle \Omega (x)={\begin{cases}e^{-{\frac {1}{1-|x|^{2}}}}&|x|<1\\0&|x|\geq 1\end{cases}}}
definita su tutto {\displaystyle \mathbb {R} ^{n}}.
La funzione {\displaystyle \operatorname {\Omega } } ha supporto nel disco chiuso di raggio 1 centrato nello 0, è infinitamente derivabile e si annulla con tutte le sue derivate per {\displaystyle ||x||\to 1}.

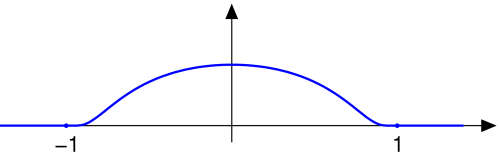
La funzione Ω in dimensione 1

- Una stretta parente della funzione a campana è data, {\displaystyle \forall \varepsilon >0}, da:

{\displaystyle \Omega _{\varepsilon }(x)={\begin{cases}K_{\varepsilon }e^{-{\frac {1}{1-{\frac {|x|^{2}}{\varepsilon ^{2}}}}}}&|x|<\varepsilon \\0&|x|\geq \varepsilon \end{cases}}}
dove {\displaystyle K_{\varepsilon }} è una costante reale positiva scelta in modo da avere:
{\displaystyle \int \Omega _{\varepsilon }(x)d^{n}x=1}
La funzione {\displaystyle \operatorname {\Omega _{\varepsilon }} } gode delle stesse proprietà della campana, salvo che ha supporto nel disco chiuso di raggio {\displaystyle \varepsilon }. Si può dimostrare che le {\displaystyle \operatorname {\Omega _{\varepsilon }} } sono approssimanti della delta, nel senso che, presa una funzione {\displaystyle \operatorname {\phi } } continua nello 0, vale {\displaystyle \lim _{\varepsilon \to 0}\,\int \Omega _{\varepsilon }(x)\phi (x)d^{n}x=\phi (0)}.
- Un'importante funzione a supporto compatto in una variabile si ottiene dalla convoluzione di {\displaystyle \operatorname {\Omega _{\varepsilon }} } con la funzione caratteristica {\displaystyle \operatorname {\chi } _{[-1,1]}(x)}, che vale 1 per {\displaystyle -1\leq x\leq 1} e 0 altrimenti. Si ha quindi, per ogni {\displaystyle \varepsilon >0}:

{\displaystyle \operatorname {\chi _{\varepsilon }(x)} =\int \Omega _{\varepsilon }(x-y)\chi _{[-1,1]}(y)dy}
Si vede che, per questa funzione, vale:
{\displaystyle \chi _{\varepsilon }(x)={\begin{cases}1&|x|<1-\varepsilon \\0&|x|>1+\varepsilon \end{cases}}}
quindi, per {\displaystyle \varepsilon \to 0,\operatorname {\chi _{\varepsilon }(x)} \to \operatorname {\chi } _{[-1,1]}(x)} puntualmente.